# قوشقوان سفلی
قوشقوان سفلی یکی از روستاهای استان آذربایجان شرقی است که در دهستان چاراویماق مرکزی بخش مرکزی شهرستان چاراویماق واقع شده‌است.این روستا ۳۲ نفر جمعیت دارد.